# Яремовка (Харьковская область)
Яремовка либо Еремовка (укр. Яремівка) — село,
Студенокский сельский совет,
Изюмский район,
Харьковская область, Украина.
Код КОАТУУ — 6322887503. Население по переписи 2001 года составляет 338 (162/176 м/ж) человек.

## Географическое положение
Село Яремовка находится на правом берегу реки Северский Донец;
выше по течению на расстоянии в 4,5 км расположено село Синичино,
ниже по течению примыкает село Пасека,
на противоположном берегу расположено село Студено́к.
К селу примыкает небольшой лесной массив.

На противоположном берегу реки расположена железнодорожная станция Яремовка.

## История
Слобода Яремовка была основана в последней четверти XVIII века, как Яремовские хутора слободы Цареборисова . Хутора были расположены первоначально на левом берегe реки Северский Донец. Позднее хуторяне начали занимать земли на правом берегу реки Северский Донец.
Левобережная часть слободы находилась рядом с селом Студенок, и отделена от него речкой Студенка. 
Правобережная часть Яремовских хуторов находилась в месте современного расположения села. Основу населения слободы составляли войсковые обыватели и отставные солдаты.
По преданию, слобода была названа по имени казака Яре́мы (рус. Ерёмы; Иеремии), который первый поселился здесь. Первое упоминание о поселении в данном месте относится к 1732 года, как о «хуторе близ с. Студенка». На хуторе было 2 двора и 6 изб.
В начале XX века село Яремовка состояла из двух частей: Большой Яремовки на правом берегу Северского Донца и хутора Малая Яремовка на левом берегу Северского Донца. 
Впоследствии хутор Малая Яремовка вошел в состав села Студенок.
Во время ВОВ при обороне и защите села в 1941, 1942 и 1943 годах погибло множество советских воинов: похоронены более 1700 человек.
В 1993 году в Ерёмовке действовали метеостанция, магазин, медпункт, почтовое отделение связи, колхоз имени Суворова.

## Население
| 1816 | 1835 | 1850 | 1897 | 2001 |
| ---- | ---- | ---- | ---- | ---- |
| 933  | 1167 | 975  | 1724 | 338  |

В 1847 году 221 житель села выехал в Ставропольскую губернию в села Донская Балка и Малые Ягуры.

## Экономика
- Молочно-товарная и свино-товарная фермы.
- ЧСП «Придонецкое».
- Добыча природного газа.

## Объекты социальной сферы
- Школа. в настоящее время не функционирует
- Клуб.

## Достопримечательности
- Братская могила советских воинов РККА, павших в боях за село. Согласно учётной карте воинского захоронения № 740, составленной в рамках программы поиска и упорядочивания погребений жертв войны, похоронены 1764 человека, имена 195 неизестны; согласно данным паспорта Изюмского военкомата, захоронены 1754; 150 неизвестны.[3]

- Около села Яремовка в местности называемой Веделыха, находится одна из старейших на Украине стоянок древнего человека, которая относится к раннему палеолиту.